# Hohenau an der March
Hohenau an der March (cz. i słowac. Cáhnov) – gmina targowa w Austrii, w kraju związkowym  Dolna Austria, w powiecie Gänserndorf. Leży nad Morawą.
Ok. 2 km na północny wschód od gminy znajduje się ujście Dyi do Morawy (zejście się trzech granic państwowych: austriackiej, czeskiej i słowackiej).